# Alfred Bozi
Alfred Bozi (* 26. Dezember 1857 in Bielefeld; † 5. Mai 1938 ebenda) war Amtsrichter in Bielefeld und zuletzt Rechtsanwalt, intensiver Justizreformer und Befürworter der empirischen Methode bzw. der naturwissenschaftlichen Denkweise in Rechtswissenschaft und Rechtsunterricht. Er gilt als Erfinder des Konzepts der Resozialisierung Straffälliger. Weiter war er kommunalpolitisch tätig.

## Werdegang
Bozi war der Sohn von Carl Bozi, dem Gründer der Spinnerei Vorwärts in Bielefeld, wo er das Gymnasium besuchte und Ostern 1878 mit dem Abitur abschloss. Nach dem Studium der Jurisprudenz an den Universitäten Freiburg im Breisgau und Berlin bestand er 1881 die Referendarprüfung. Im Anschluss an seine Assessorprüfung in Berlin-Mitte 1887 arbeitete er als Gerichtsassessor u. a. in Bottrop. Am 1. Juni 1892 wurde er Amtsrichter in Leer in Ostfriesland.
Im Herbst 1893 wurde er Landrichter in Aurich und wechselte mit Beginn des Jahres 1900 als Richter an das Landgericht Bielefeld. Aufgrund seiner Erfahrungen aus der Praxis strebte er eine Justizreform an.
Ab 1. Juni 1902 war Bozi Hilfsrichter am Oberlandesgericht Hamm und wurde nach 2 Jahren, am 4. Juni 1904 zum Oberlandesgerichtsrat in Hamm ernannt. In der Zwischenzeit nahmen höchste Stellen Anstoß an den Bestrebungen zur Justizreform.
Anfang Februar 1911 erhielt Alfred Bozi die Amtsrichterstelle in Bielefeld und erlangte noch im selben Jahr die Doktorwürde an der juristischen Fakultät zu Münster mit seiner Dissertation Untersuchung über die Prinzipien des Rechts.
1915 gründete er die Zentralstelle für Soziale Gerichtshilfe in Bielefeld. Schon 1907 trat er mit der Forderung nach einer Übertragung der bis dato nur im Jugendstrafvollzug existierenden Gerichtshilfe auf die normale Gerichtsbarkeit auf. Nach Ende des Krieges warb er im Namen der Deutschen Gesellschaft für soziales Recht bei Behörden und Gerichten für seine Idee.
Im April 1924 hatte Bozi die Altersgrenze für den Staatsdienst erreicht, arbeitete aber anschließend als Rechtsanwalt.
Bozi ist auf dem Bielefelder Johannisfriedhof bestattet worden.

## Veröffentlichungen
- Untersuchungen über die Prinzipien des Rechtes. In: Annalen der Naturphilosophie. Bd. 5, 1906, ZDB-ID 203446-3, S. 216–261, online, (Auch als: Untersuchungen über die Prinzipien des Rechts. Helwing, Hannover 1911 (Münster, Universität, Dissertation vom 27. Juni 1911)).
- Die Weltanschauung der Jurisprudenz. Helwing, Hannover 1907.
- Im Kampfe um ein erfahrungswissenschaftliches Recht. Gemeinverständliche Aufsätze zur Justizreform. Verlag Unesma, Leipzig 1917.
- Die Schule der Jurisprudenz. Eine Einführung in die Elemente der Rechtswissenschaft auf Grund der induktiven Methode. Helwing, Hannover 1910.

- Schriftenreihe: Einführung in das lebende Recht. Als Fortsetzung der Schule der Jurisprudenz. 1912 ff., ZDB-ID 2521076-2.

## Würdigung
- Karl-Heinz Sundermann: Dr. Alfred Bozi. In: Verein für Rechtsgeschichte im Gebiet des Oberlandesgerichts Hamm (Hrsg.): Rechtspflege zwischen Rhein und Weser. Festschrift zum 150 jährigen Bestehen des Oberlandesgerichts Hamm. Griebsch, Hamm 1970, S. 192.

## Die Alfred-Bozi-Straße in Bielefeld
In seiner Heimatstadt Bielefeld wurde 1950 eine Straße nach ihm benannt, genauer gesagt eigentlich nur die stadtauswärts führende Seite einer vom zentralen Jahnplatz ausgehenden Hauptstraße. Zuvor hieß die Straße Hindenburgstraße; die gegenüberliegende Straßenseite heißt Oberntorwall.